# Chilatherina sentaniensis
Chilaterina sentaniensis è un pesce tropicale d'acqua dolce appartenente alla famiglia  Melanotaeniidae.

## Distribuzione e habitat
Questa specie è endemica del lago Sentani in Irian Jaya, la porzione indonesiana della Nuova Guinea.

## Descrizione
Misura fino a 10 cm.

## Conservazione
La specie vive solo in un habitat di piccole dimensioni, si è molto rarefatta negli anni e il lago di cui è endemica subisce forti impatti per la sovrappopolazione dell'area. Per questi motivi la IUCN classifica questa specie in pericolo critico di estinzione.